# 永萬
永萬（1165年7月14日~1166年9月23日）是日本的年號。這個時代的天皇是二條天皇與六條天皇，並由後白河法皇開設院政。

## 改元
- 長寬三年六月五日（西元1165年7月14日） 改元永萬。
- 永萬二年八月二十七日（西元1166年9月23日） 改元仁安。

## 出處
《漢書卷六十四下·嚴朱吾丘主父徐嚴終王賈傳第三十四下·王褒傳》：「遵遊自然之勢，恬淡無為之場，休徵自至，壽考無疆，雍容垂拱，永永萬年，何必偃卬詘信若彭祖，呴噓呼吸如僑、松，眇然絕俗離世哉。」。

## 紀年、西曆、干支對照表
| 永萬       | 元年   | 二年   |
| 儒略曆日期 | 1165年 | 1166年 |
| 干支       | 乙酉   | 丙戌   |